# Чени

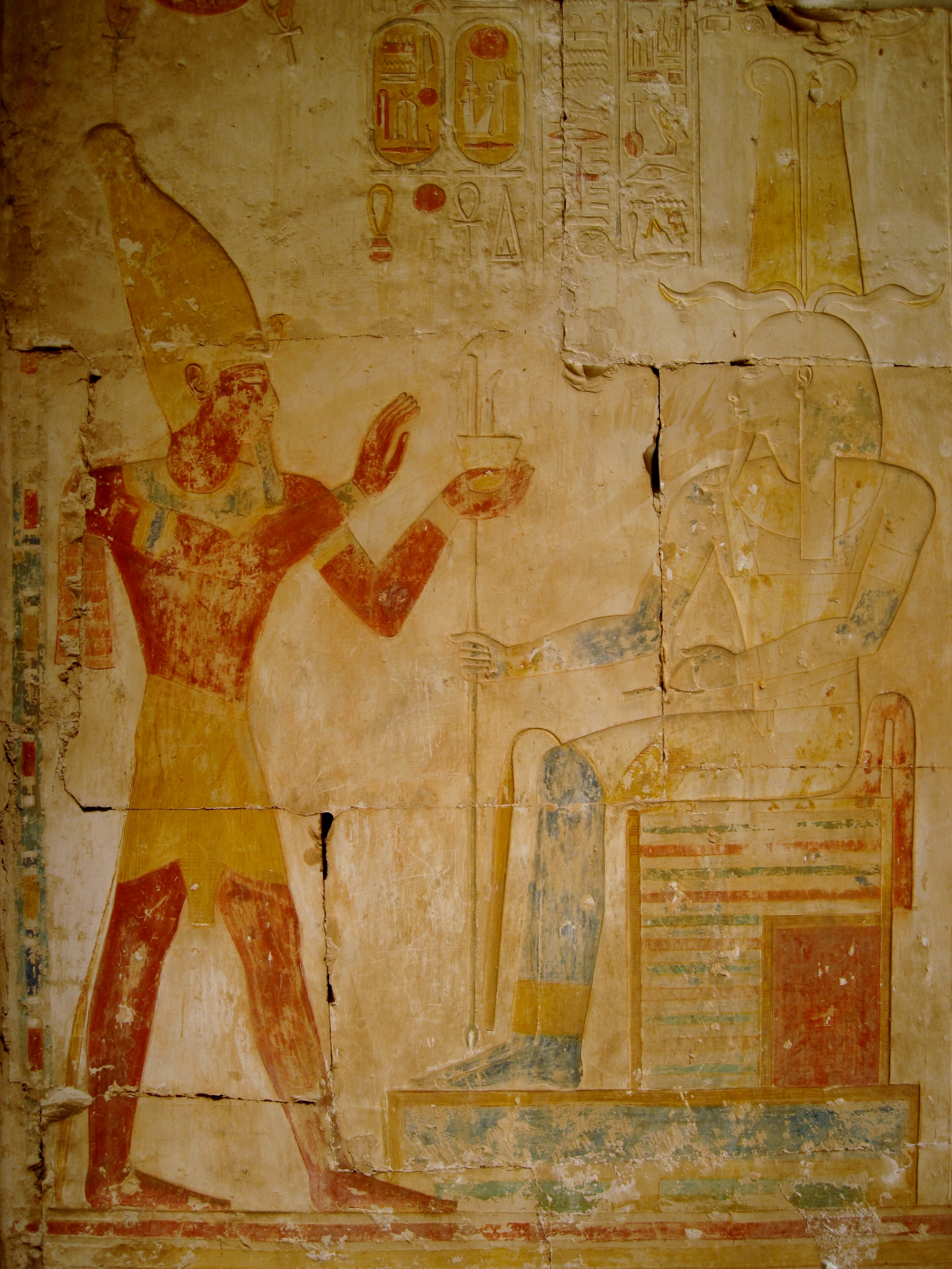
Нун (справа) в короне чени.

Чени — древнеегипетская корона, сочетающая в себе элементы короны хену. Чени состоит из двух высоких, сгибающихся сверху страусиных перьев, у основания которых находится солнечный диск и два разветвляющихся спирально закрученных бараньих рога (как в короне хемхемет). По обе стороны от перьев могут быть два урея.
Подобную корону иногда надевали поверх немеса и трёхчастного парика. Перья олицетворяют истину, справедливость и баланс. Бараньи рога являлись символом бога солнца Амона, создателя всего живого Хнума и лунного бога Яха.
Корону чени носили такие боги как бог земли Татенен, бог-творец Птах (Птах-Татенен после слияния двух божеств), бог плодородия Сокар и некоторые другие боги.
До наших времён не дошло ни одного сохранившегося экземпляра короны чени.

## Галерея

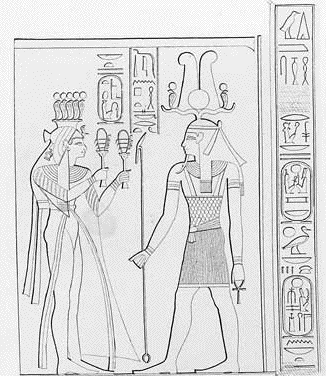
Царица Исет en:Iset Ta-Hemdjert и Птах-Сокар fr:Ptah-Sokar-Osiris в короне чени. Долина Цариц.
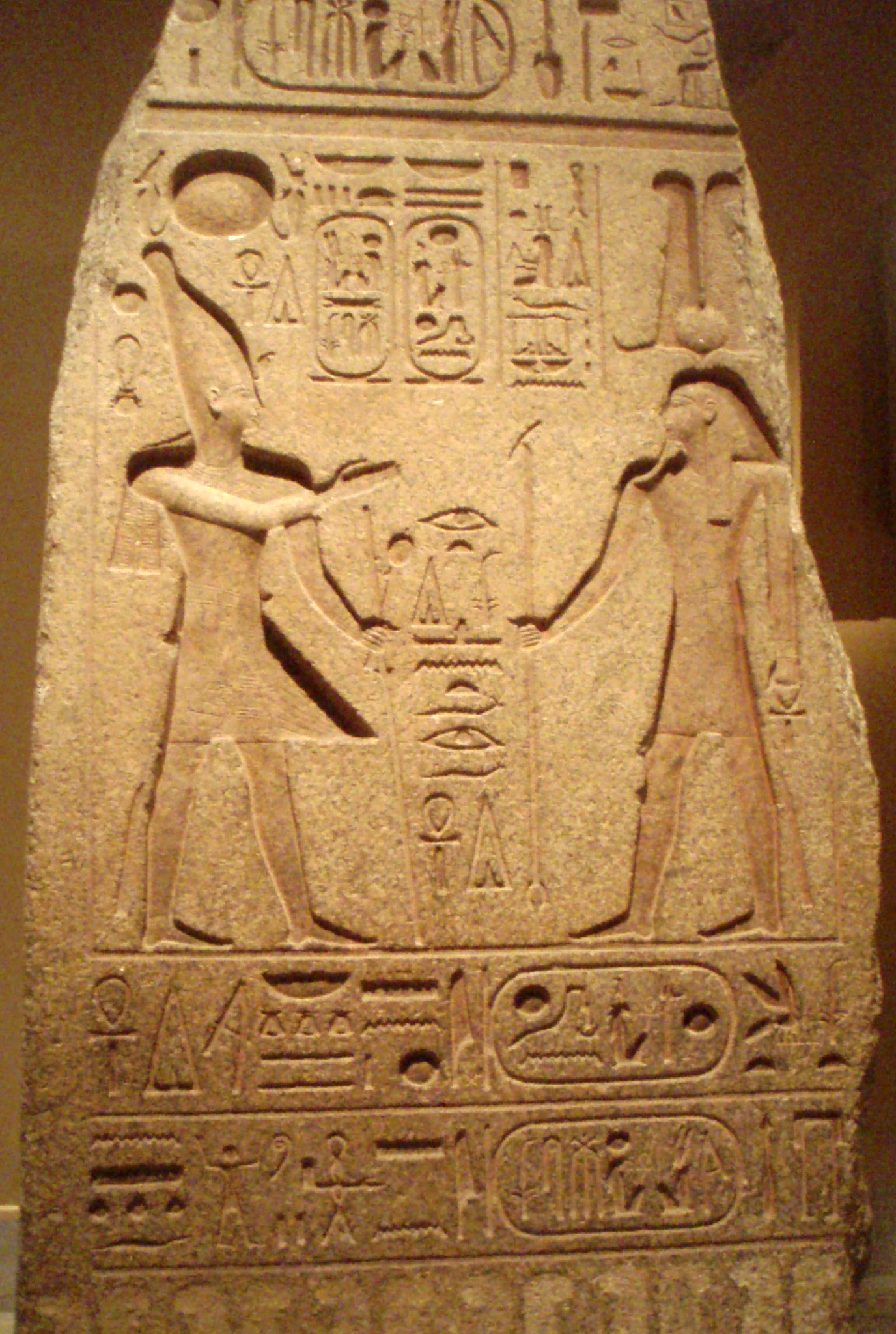
Рамсес II и Птах-Татенен в короне чени. Метрополитен-музей.
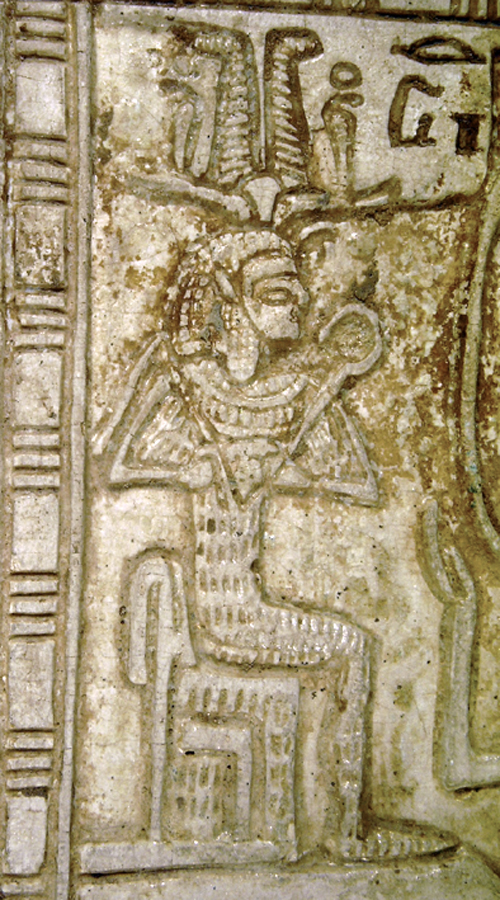
Осирис в короне чени. Пектораль.